# شعب سقام
سُقَام هو شِعبٌ كبير يقع ضمن جبال الحجاز في منطقة مكة المكرمة غرب المملكة العربية السعودية، كان من المواقع الدينية الخاصة بعبادة العزى قبل الإسلام.

## الشِّعب في اللغة
الشِّعبُ في اللغة هو ما انفرج بين الجبلين، والشِّعب كذلك هو (مَسيل الماء في بطن أرض) له حَرفان مُشرفان، وعَرضُه بطحة رجل إذا انبطح، وقد يكون بين سَنَدَي جبلين.

## موقعه
يقع شِعب سُقَام إلى الشمال الشرقي من مكة، ويسيل من جَبَلَة السَّعايد فيصب شرقاً في حُرَاض نخلة الشامية إلى الغرب. وحراض هذا يصب في نخلة نفسها. ويتشعب سُقام في أعلاه إلى شعبتين: الأولى من الغرب تعرف بأم الجراد، والثانية إلى الشرق وتسمى الصِّر، وعند التقائهما توجد آثار موقع العزى الآلهة الجاهلية.

## السد
يوجد في شِعب سُقام سد صخري طبيعي يسقط الماء فوقه على شكل شلال بديع يغذيه مجرى مائي لا يكاد ينقطع، يبعد هذا السد عن مكة قرابة 90 كيلومتراً، وطريقه طريق المضيق ثم حراض ثم سُقام نفسه.

## عبادة العُزَّى
كانت العُزَّى أعظم الأصنام التي عبدتها قريش قبل الإسلام، وكانت قد حَمَت لها شِعب سُقام يضاهون به حرم الكعبة. وقد صار هذا الحِمى موضعاً آمناً لا يجوز التعدي فيه على أحد، ولا قطع شجرة، ولا القيام بعمل يخل بحرمة المكان.
 وكانت العزى من أكبر أصنام العرب، تُقرن مع اللات في الطائف ومناة بقُدَيد، وكان سدنتها بنو شيبان من سُليم بن منصور- دخلت اليوم في عتيبة.
ويشير صاحب كتاب معالم مكة التأريخية والأثرية إلى أن العزى كانت تقع في رأس شعب سُقام، حيث تمكن من الوصول إلى هذا الشِّعب ومعاينة الموقع الذي يُعتقد بأن صنم العزى كان قائماً فيه قبل أن يأمر النبي محمد خالد بن الوليد بهدمه عند فتح مكة سنة 8هـ.

## شِعبُ سُقام في الشعر
قال أبو خراش الهذلي:
وقال أبو جندب الهذلي القردي يخاطب امرأة كان يهواها:

## وصلات خارجية
- على خطى العرب: موقع عبادة العزى